# ورونیک اولمی
ورونیک اولمی (انگلیسی: Véronique Olmi؛ زادهٔ ۱۹۶۲) رمان‌نویس و نمایشنامه‌نویس اهل فرانسه است. او در سال ۲۰۰۱ برای رمان کوتاه لبهٔ دریا برندهٔ جایزهٔ هنرمند نوظهورِ جایزهٔ آلن فورنیه شد.